# 小桥 (巴黎)
小桥（法語：Petit Pont，發音：[pəti pɔ̃]），自2013年起正式名称为吕斯蒂热枢机小桥（Petit-Pont-Cardinal-Lustiger），是一条位于法国巴黎的拱桥，横跨塞纳河，连接第四区以及第五区的西岱岛。大桥长32米，宽20米，于1853年落成。河岸两旁分别为西岱路和小桥广场、小桥路以及尾段的圣雅克路。